# Pierre-Emerick Aubameyang
Pierre-Emerick Emiliano François Aubameyang ONM (sinh ngày 18 tháng 6 năm 1989) là một cầu thủ bóng đá chuyên nghiệp người Gabon hiện đang thi đấu ở vị trí tiền đạo cắm cho câu lạc bộ Saudi Pro League Al-Qadsiah và là đội trưởng của đội tuyển bóng đá quốc gia Gabon. Anh nổi tiếng nhờ lối chơi giàu tốc độ, kỹ thuật xử lý bóng tốt, khả năng dứt điểm xuất sắc và khả năng di chuyển sắc sảo.
Là con trai của cựu tuyển thủ Gabon Pierre Aubameyang, Pierre-Emerick bắt đầu sự nghiệp ở AC Milan, nhưng chưa từng ra sân cho câu lạc bộ khi anh trải qua một loạt hợp đồng cho mượn ở Pháp. Anh chính thức gia nhập Saint-Étienne vào năm 2011. Sau khi giành danh hiệu Coupe de la Ligue năm 2013, anh gia nhập Borussia Dortmund, nơi anh tiếp tục đoạt 2 danh hiệu DFL-Supercup. Anh cũng được tính là cầu thủ ghi bàn cao thứ 7 mọi thời đại của câu lạc bộ. Vào năm 2018, Aubameyang đến Arsenal với giá 56 triệu bảng (60 triệu euro), khiến anh trở thành cầu thủ Gabon đắt giá nhất mọi thời đại. Tại Arsenal, anh giành được một Cúp FA và là vua phá lưới Premier League 2018–19. Năm 2022, Aubameyang gia nhập Barcelona sau khi anh chấm dứt hợp đồng với Arsenal. Tuy nhiên, anh đã trở lại Premier League sau khi ký hợp đồng với Chelsea vào cuối kỳ chuyển nhượng mùa hè.
Aubameyang là tay săn bàn hàng đầu mọi thời đại của Gabon. Anh có trận ra mắt cấp cao cho Gabon vào năm 2009 ở tuổi 19, và xuất hiện trong bốn giải đấu Cúp bóng đá châu Phi, cũng như Thế vận hội mùa hè 2012. Năm 2016, Aubameyang được vinh danh là Cầu thủ xuất sắc nhất châu Phi; người Gabonese đầu tiên và người thứ hai sinh ra ở Châu Âu giành được giải thưởng.

## Sự nghiệp câu lạc bộ

### AC Milan
Aubameyang gia nhập học viện đào tạo trẻ của AC Milan vào tháng 1 năm 2007. Vào tháng 8, anh là một phần của đội đã đứng thứ 4 trong giải Champions Youth Cup khai mạc được tổ chức tại Malaysia, nơi anh đã tạo dựng được tên tuổi và thu hút sự chú ý của các tuyển trạch viên quốc tế. Anh ấy ghi bàn vào lưới mọi đối thủ mà Milan thi đấu, kết thúc với bảy bàn sau sáu trận.

#### 2008–09: Cho mượn tới Dijon
Trong mùa giải 2008–09 , Aubameyang được cho Dijon của Ligue 2 ở Pháp mượn để tích lũy kinh nghiệm ở đội một.  Những màn trình diễn của anh ấy ở đó đã giúp anh ấy xuất hiện trong mục Hướng đạo tài năng của World Soccer vào mùa hè 2009.  Anh ấy đã kết thúc với tổng cộng mười bàn thắng và hai đường kiến tạo trong mọi giải đấu, bao gồm cả hai bàn thắng trong trận Coupe de France gặp Selongey .

#### 2009–10: Cho mượn tới Lille
Vào ngày 24 tháng 6 năm 2009, câu lạc bộ Lille của Ligue 1 đã quyết định ký hợp đồng với Aubameyang theo dạng cho mượn. Tuy nhiên, màn trình diễn của Aubameyang lại tệ hơn so với mùa giải trước. Anh chỉ ghi hai bàn thắng trong mười bốn lần ra sân, bốn bàn khi góp mặt trong đội hình xuất phát.

#### 2010–11: Cho mượn tới Monaco và Saint-Étienne
Trong mùa giải 2010–11, Aubameyang được cho Monaco mượn trong mùa giải . Vào ngày 21 tháng 8 năm 2010, anh ghi bàn thắng đầu tiên cho Monaco trong một trận đấu trên sân khách với Lens , sau đó ghi bàn một lần nữa vào ngày 29 tháng 8 trên sân nhà trước Auxerre, nơi Monaco giành chiến thắng 2–0. Vào tháng 1 năm 2011, sau sáu tháng thi đấu cho câu lạc bộ, Aubameyang được cho Saint-Étienne mượn cho đến cuối mùa giải 2010–11, kết thúc mùa giải với bốn bàn thắng và ba đường kiến tạo. Vào tháng 7 năm 2011, khoản vay đã được gia hạn cho cả mùa giải 2011–12.

### Saint-Étienne

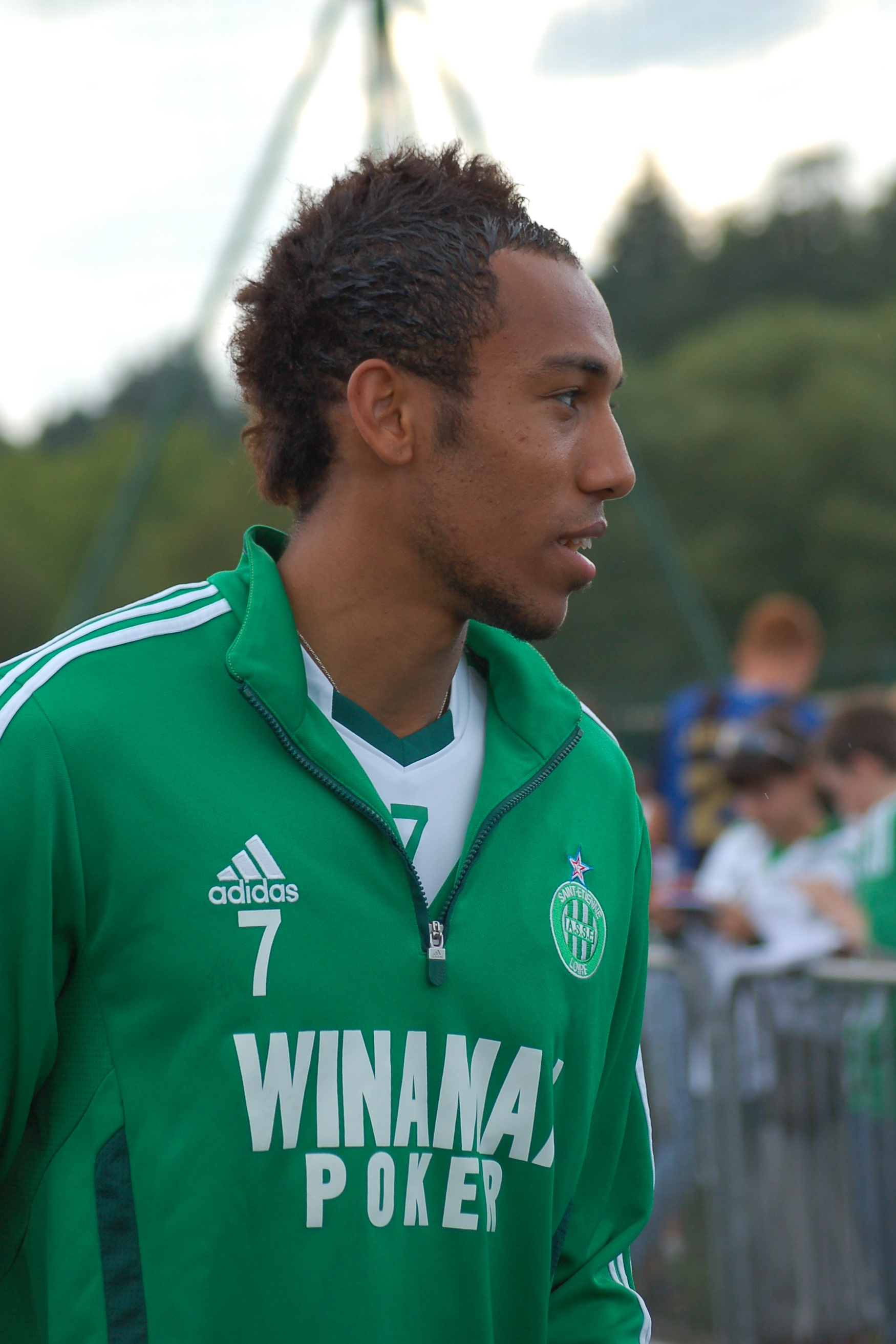
Aubameyang với Saint-Étienne năm 2011.

Vào ngày 22 tháng 12 năm 2011, Aubameyang ký hợp đồng lâu dài với Saint-Étienne. Anh nhanh chóng được thêm vào đội hình xuất phát và được mang áo số 7. Vào tháng 2 năm 2012, anh ghi hat-trick đầu tiên vào lưới Lorient. Anh ấy trở thành một phần không thể thiếu của đội, ghi một nửa số bàn thắng trên sân khách của đội trong mùa giải, và tiếp tục là Cầu thủ ghi nhiều bàn thắng thứ 4 của Ligue 1 khi ghi được 16 bàn sau Giroud của Montpellier với 21 bàn, Nene của PSG với 21 bàn và Eden Hazard của Lille với 20
Vào ngày 20 tháng 4 năm 2013, Aubameyang có mặt trong đội hình xuất phát của Saint-Étienne trong trận Chung kết Coupe de la Ligue 2013. Les Verts đã giành chiến thắng với tỷ số 1–0 với bàn thắng của Brandão để mang về cho Aubameyang danh hiệu lớn đầu tiên với tư cách là một cầu thủ bóng đá chuyên nghiệp. Anh kết thúc mùa giải với 18 bàn thắng và 7 pha kiến tạo trên mọi đấu trường.
Trong mùa giải 2012–13, Aubameyang đứng thứ hai trong danh sách những tay săn bàn hàng đầu của giải đấu, ghi được 19 bàn và chỉ xếp sau Zlatan Ibrahimović. Sau 37 lần ra sân, anh ấy cũng đã có 8 pha kiến tạo. Mùa giải được nhiều người coi là năm đột phá của anh ấy - anh ấy xuất hiện trong đội hình tiêu biểu của Ligue 1 và anh ấy đã giành được danh hiệu Cầu thủ châu Phi xuất sắc nhất Ligue 1.

### Borussia Dortmund

#### 2013–15: DFL-Supercups

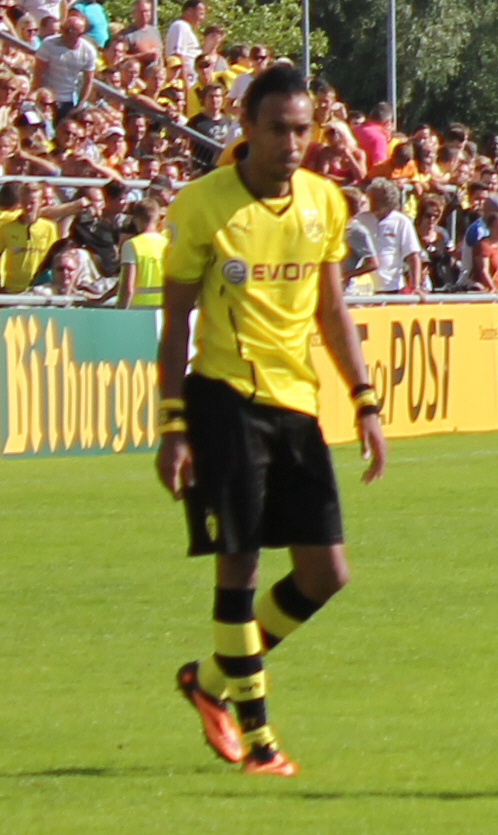
Aubameyang với Borussia Dortmund năm 2013.

Vào ngày 4 tháng 7 năm 2013, Aubameyang gia nhập đội bóng đương kim á quân Champions League 2012–13 Borussia Dortmund theo bản hợp đồng có thời hạn 5 năm. Anh có trận ra mắt thi đấu cho câu lạc bộ mới vào ngày 27 tháng 7 năm 2013 trong trận đấu với Bayern Munich trong DFL-Supercup, thay thế Jakub Błaszczykowski trong 18 phút cuối cùng trong chiến thắng 4–2 của Dortmund, kiến tạo cho Dortmund ghi bàn thắng cuối cùng do Marco Reus ghi. Vào ngày 10 tháng 8, Aubameyang có trận ra mắt Bundesliga và ghi một hat-trick vào lưới Augsburg, bao gồm một bàn thắng từ cú sút đầu tiên của anh ấy.trong giải đấu. Trong quá trình đó, Aubameyang cũng trở thành cầu thủ Gabon đầu tiên ra sân tại Bundesliga. Vào ngày 27 tháng 11, anh ghi bàn thắng đầu tiên tại Champions League trong chiến thắng 3–1 trước Napoli ở vòng bảng của giải đấu 2013–14. Sau đó, anh đã thực hiện một quả phạt đền trước 1860 Munich, đưa Dortmund vào vòng tiếp theo của DFB-Pokal 2013–14, kết thúc mùa giải với 13 bàn thắng ở giải VĐQG và 16 bàn thắng trên mọi đấu trường.

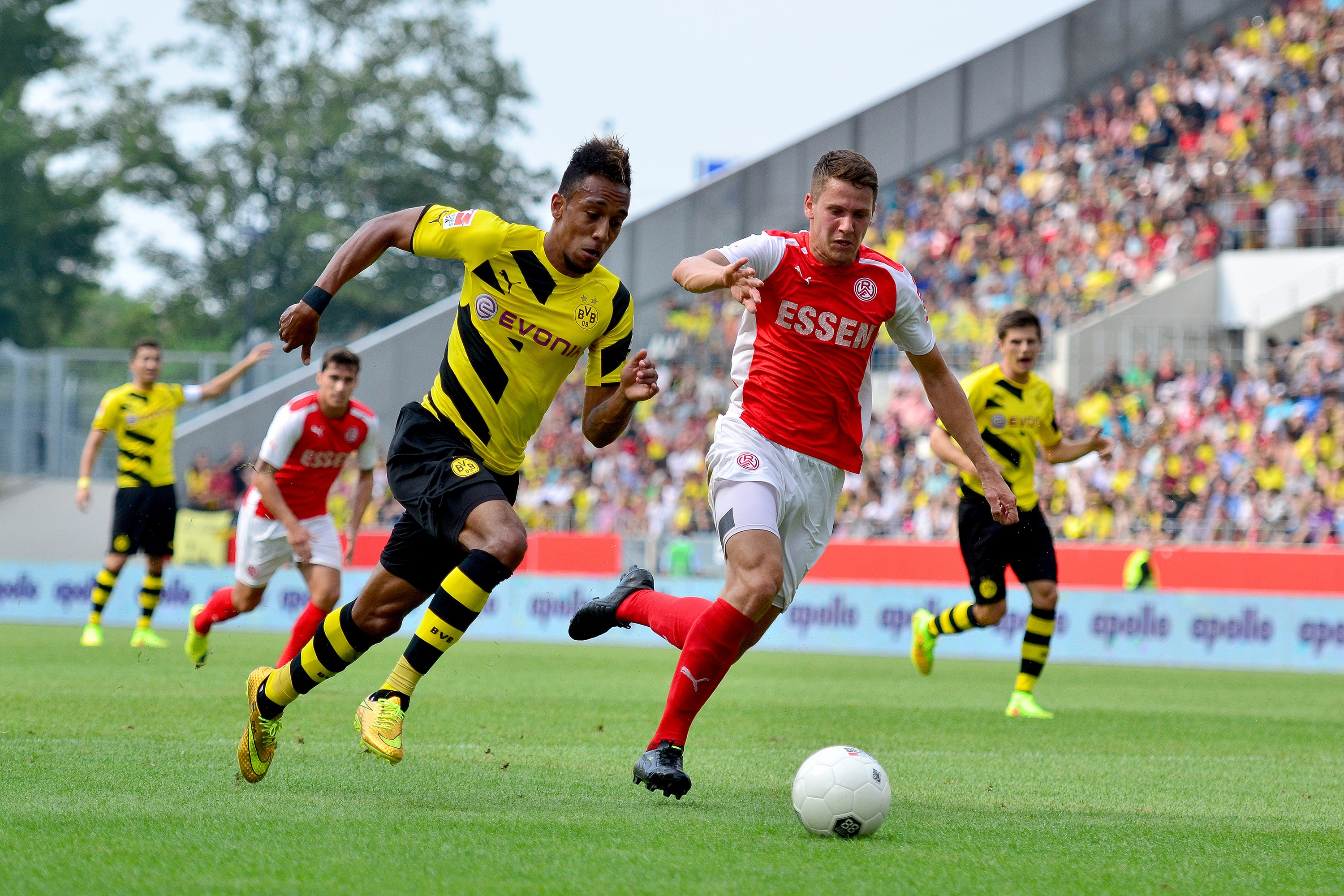
Aubameyang (trái) chơi cho Borussia Dortmund năm 2014.

Vào ngày 13 tháng 8 năm 2014, Aubameyang kiến tạo bàn thắng đầu tiên cho Borussia Dortmund và ghi bàn thắng thứ hai trong chiến thắng 2–0 trước Bayern Munich ở DFL-Supercup. Sau khi ghi bàn thắng, anh ấy đã ăn mừng bằng cách đeo mặt nạ Người Nhện. Trong trận đấu tiếp theo của Dortmund, chiến thắng 4–1 trước Stuttgarter Kickers ở vòng đầu tiên của DFB-Pokal, Aubameyang ghi hai bàn thắng trong hiệp hai và kiến tạo cho Adrián Ramos ghi bàn. Vào ngày 13 tháng 9, Aubameyang ghi bàn thắng đầu tiên trong mùa giải Bundesliga, ghi bàn thắng cuối cùng của Dortmund trong chiến thắng 3–1 trước Freiburg. Ba ngày sau, Aubameyang ghi bàn thắng thứ hai cho Dortmund trong chiến thắng 2–0 trước câu lạc bộ tương lai Arsenal trong trận đấu đầu tiên của Champions League.
Aubameyang kết thúc mùa giải thứ hai ở Dortmund với 25 bàn thắng sau 46 lần ra sân, bao gồm một bàn trong trận Chung kết DFB-Pokal 2015, nơi Dortmund bị VfL Wolfsburg đánh bại 3-1 tại Olympiastadion.

#### 2015–16: Á quân giải đấu
Vào ngày 31 tháng 7 năm 2015, Aubameyang đã ký hợp đồng mới có thời hạn đến năm 2020, nói rằng, "Mọi phần trong tôi đều muốn ở đây và tôi chưa bao giờ muốn rời đi." Vào ngày 20 tháng 8, anh ghi một cú đúp khi Dortmund lội ngược dòng từ 0-3 để giành chiến thắng 3–4 trước Odds BK trong trận lượt đi play-off Europa League .  Bằng việc ghi bàn trong trận hòa 1-1 của Dortmund với 1899 Hoffenheim vào ngày 23 tháng 9, Aubameyang trở thành cầu thủ đầu tiên trong lịch sử Bundesliga ghi bàn trong mỗi trận mở màn của đội anh trong sáu trận mùa giải.  Sau đó, anh ấy đã mở rộng kỷ lục này lên tám trận đấu, ghi bàn trong hai trận đấu tiếp theo của đội với Darmstadt 98 và Bayern Munich, trước khi không ghi được bàn thắng đầu tiên trong mùa giải Bundesliga trong chiến thắng 2–0 trước Mainz 05.
Vào ngày 22 tháng 10, Aubameyang đã ghi một hat-trick trong trận đấu UEFA Europa League với Gabala của Azerbaijan. Ba ngày sau, anh ghi một hat-trick khác trong trận thua 5–1 trước Augsburg tại Westfalenstadion. Vào ngày 8 tháng 11, Aubameyang ghi bàn thắng quyết định cho Dortmund trong chiến thắng 3–2 Revierderby trước đối thủ FC Schalke 04. Ở giai đoạn giữa mùa giải Bundesliga, Aubameyang là cầu thủ ghi nhiều bàn nhất của giải đấu với 18 bàn thắng sau 17 lần ra sân.
Vào ngày 30 tháng 1 năm 2016, Aubameyang ghi bàn thắng thứ 19 và 20 trong mùa giải giúp Dortmund giành chiến thắng 2–0 trên sân nhà trước FC Ingolstadt. Aubameyang đạt 30 bàn thắng trên mọi đấu trường trong chiến thắng 3–1 trước VfB Stuttgart trong trận tứ kết DFB-Pokal 2015–16. Ngoài việc tự mình ghi bàn, anh còn kiến tạo cho hai bàn khác do Marco Reus và Henrikh Mkhitaryan ghi. Vào ngày 10 tháng 3 năm 2016, Aubameyang ghi bàn cho Borussia trong chiến thắng 3–0 trước Tottenham Hotspur trong trận lượt đi Vòng 16 UEFA Europa League . Một tuần sau, anh ghi cả hai bàn thắng trong chiến thắng 2-1 ở lượt về tại White Hart Lane, đưa anh ấy tới 35 bàn thắng trong mùa giải.  Khi ghi hai bàn trong chiến thắng 5–1 trước VfL Wolfsburg vào ngày 30 tháng 4, Aubameyang đã đạt 25 bàn thắng trong mùa giải Bundesliga, qua đó trở thành cầu thủ ghi bàn nhiều thứ hai của giải đấu sau Robert Lewandowski của Bayern Munich.

#### 2016–17: Vua phá lưới Bundesliga và DFB-Pokal

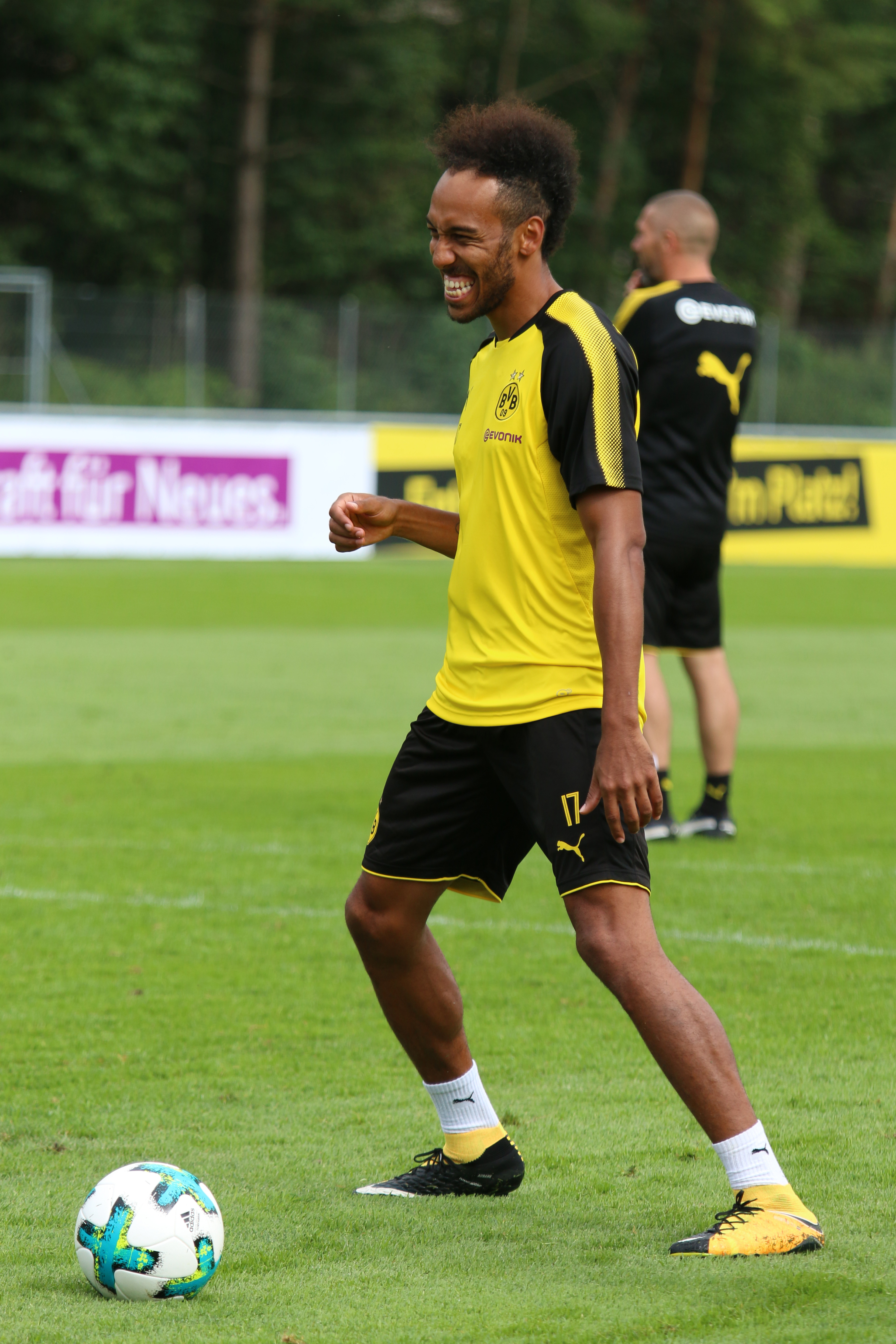
Aubameyang tập luyện với Borussia Dortmund năm 2017.

Aubameyang bắt đầu mùa giải 2016–17 tại Bundesliga với cú đúp vào lưới Mainz 05 vào ngày 27 tháng 8 trong chiến thắng 2-1, trong khi cũng ghi hai bàn vào lưới VfL Wolfsburg vào ngày 20 tháng 9. Aubameyang ghi bàn ba ngày sau đó vào lưới SC Freiburg mới thăng hạng, nâng tổng số mùa giải của anh lên con số 5, đồng thời đứng đầu bảng xếp hạng ghi bàn với Lewandowski hồi đầu mùa. Sau chấn thương của Marcel Schmelzer , Aubameyang đeo băng đội trưởng lần đầu tiên cho Dortmund vào ngày 22 tháng 10, anh cũng ghi một bàn trong trận hòa 3–3 trước FC Ingolstadt.
Aubameyang cũng có một khởi đầu xuất sắc trong các trận đấu vòng bảng Champions League của Dortmund , ghi bàn trong mỗi trận đấu lượt đi của họ khi Dortmund cùng đứng đầu bảng với Real Madrid . Tuy nhiên, Aubameyang đã bị Thomas Tuchel loại khỏi đội hình trong trận lượt về với Sporting CP vào ngày 2 tháng 11 do "vấn đề nội bộ".  Hóa ra anh ta bị treo giò một trận vì vi phạm các quy tắc của câu lạc bộ, bằng cách đến Milan thay vì ở lại Dortmund.  Dự kiến sẽ trở lại vào cuối tuần đó tại Hamburger SV, Aubameyang bùng nổ với màn trình diễn bốn bàn trong chiến thắng 5–2, lần đầu tiên họ ghi bàn sau năm lần thử sức ở Bundesliga, đồng thời kiến tạo cho Ousmane Dembélé ghi bàn cuối cùng của Dortmund.
Vào ngày 19 tháng 11, Aubameyang ghi bàn thắng duy nhất trong chiến thắng 1–0 trước Bayern Munich tại Westfalenstadion. Đây là chiến thắng Klassiker đầu tiên của Dortmund trong giải đấu kể từ tháng 4 năm 2014. Vào ngày 7 tháng 12, Aubameyang ghi bàn thắng đầu tiên cho Borussia trong trận hòa 2–2 với Real Madrid tại Sân vận động Santiago Bernabéu để đảm bảo suất vào vòng tiếp theo với tư cách đội vô địch vòng bảng. Vào ngày 16 tháng 12, Aubameyang ghi bàn thắng thứ 100 cho Borussia Dortmund trong trận hòa 2–2 trước 1899 Hoffenheim.
Vào ngày 4 tháng 3 năm 2017, Aubameyang đã vượt qua 20 bàn thắng ở Bundesliga mùa thứ hai liên tiếp với hai bàn thắng trong trận thua 6–2 trước Bayer Leverkusen. Bốn ngày sau, anh lập hat-trick trong chiến thắng 4–0 trước Benfica để đưa Dortmund vào tứ kết Champions League. Vào ngày 20 tháng 5, Aubameyang ghi hai bàn trong trận đấu cuối cùng của Borussia đánh bại Werder Bremen để kết thúc mùa giải với tư cách là cầu thủ ghi nhiều bàn thắng nhất Bundesliga với 31 bàn thắng. Trong trận chung kết DFB-Pokal 2016–17 vào ngày 27 tháng 5 năm 2017, anh ghi bàn thắng quyết định, một quả phạt đền, khi Dortmund đánh bại Eintracht Frankfurt với tỷ số 2-1.

### Arsenal
Vào ngày 31 tháng 1 năm 2018, Aubameyang ký hợp đồng với câu lạc bộ Premier League, Arsenal, với mức phí kỷ lục câu lạc bộ khi đó, được báo cáo là 56 triệu bảng.

#### 2017–2019: Ra mắt mùa giải, Chiếc giày vàng Premier League

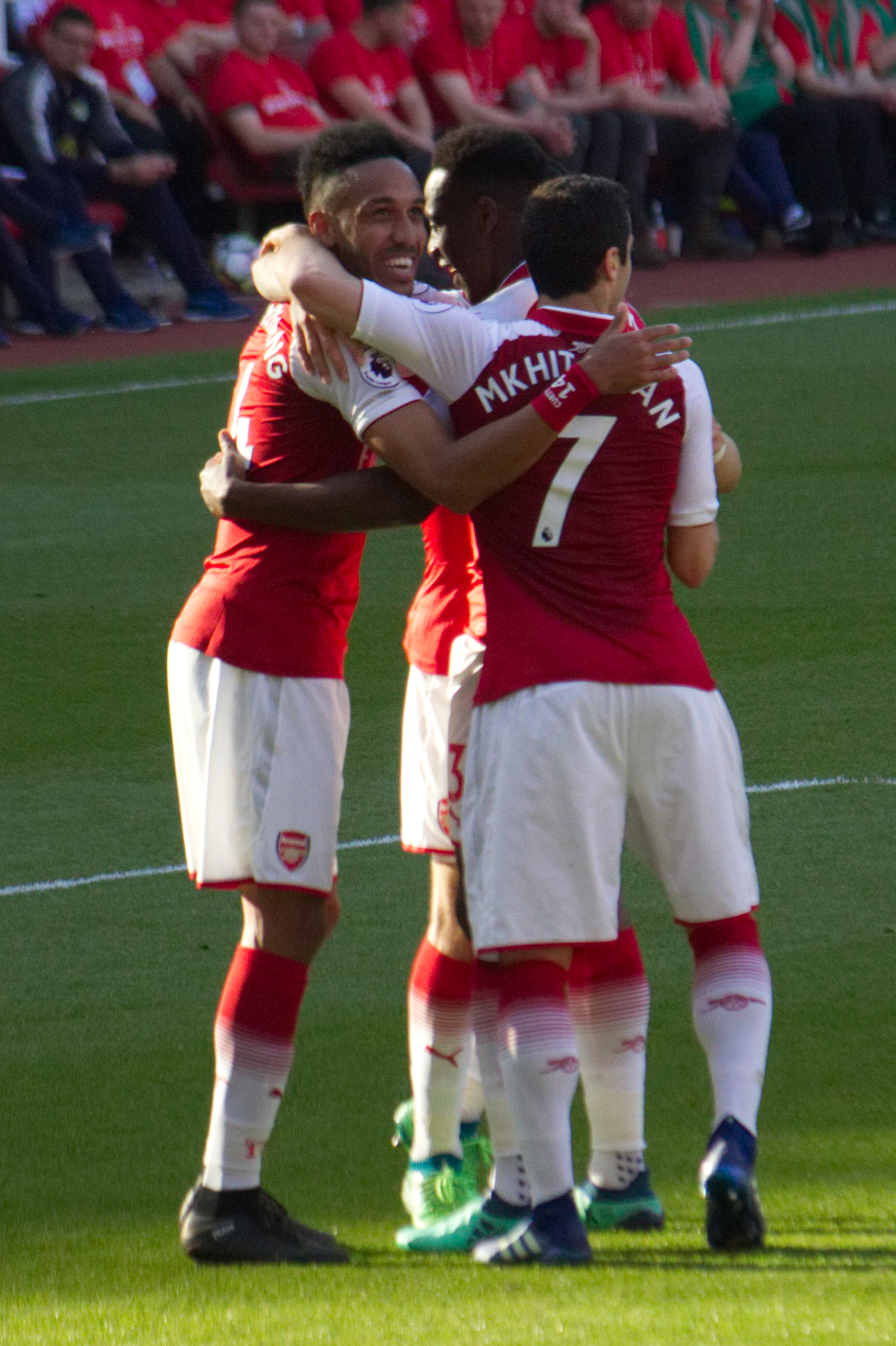
Aubameyang (trái) ăn mừng bàn thắng trong trận đấu cuối cùng trên sân nhà của Arsène Wenger với tư cách là huấn luyện viên Arsenal, 2018

Vào ngày 3 tháng 2, Aubameyang đã có trận ra mắt Arsenal trước Everton tại Premier League trong chiến thắng 5–1 trên sân nhà, ghi bàn thắng thứ tư cho đội, khi chạm bóng vào lưới Jordan Pickford. Sau khi bỏ lỡ các trận đấu tại Europa League với Östersunds FK cho Pháo thủ do bị xếp hạng, Aubameyang đã ghi bàn thắng đầu tiên trên sân khách cho câu lạc bộ trong trận thua 2-1 trên sân khách của đội trước Brighton & Hove Albion. Aubameyang kiến tạo đầu tiên cho đội, trong pha lập công của Henrikh Mkhitaryan trong chiến thắng 3–0 trước Watford, Aubameyang cũng ghi bàn thắng thứ hai cho Pháo thủ (do Mkhitaryan kiến tạo), làm tròn người.
Aubameyang tiếp tục duy trì phong độ ghi bàn tốt của mình bằng cách ghi hai bàn trong chiến thắng 3–0 trên sân nhà của Arsenal trước Stoke City. Các bàn thắng của Aubameyang vào lưới Stoke (một trong số đó cũng là quả phạt đền chuyển đổi đầu tiên của anh ấy cho câu lạc bộ) khiến anh ấy trở thành cầu thủ đầu tiên ghi được năm lần trong sáu trận đầu tiên của anh ấy cho câu lạc bộ. Anh ấy ghi cú đúp thứ hai cho Arsenal, trong trận đấu cuối cùng trên sân nhà của huấn luyện viên Arsène Wenger cho câu lạc bộ, mở và kết thúc bàn thắng, đồng thời kiến tạo cho bàn thắng của Alex Iwobi, trong cuối cùng giành chiến thắng 5–0 trước Burnley. Aubameyang tiếp nối điều này bằng cách ghi bàn thắng duy nhất trong chiến thắng 1–0 trên sân khách của Arsenal trước Huddersfield Town. Aubameyang kết thúc mùa giải với mười bàn thắng và bốn đường kiến tạo trong mười ba trận đấu ở Premier League và là cầu thủ ghi bàn cuối cùng cho Arsenal dưới thời Arsène Wenger.
Aubameyang ghi bàn thắng đầu tiên ở mùa giải tiếp theo trong chiến thắng 3–2 trên sân khách trước Cardiff City vào ngày 2 tháng 9 năm 2018. Sau một pha chọc khe của Alexandre Lacazette , Aubameyang đã có một pha chạm bóng trước khi dứt điểm qua thủ môn Cardiff. Pha lập công của Aubameyang từ ngoài vòng cấm đã kết thúc chuỗi 76 bàn thắng liên tiếp từ trong vòng cấm của cá nhân anh trong bóng đá câu lạc bộ và cũng là bàn thắng thứ 150 của anh trong giải bóng đá liên đoàn.  Aubameyang có trận ra mắt châu Âu cho Arsenal, trong chiến thắng 4–2 trên sân nhà trước Vorskla Poltava, ghi hai bàn, trước khi được thay thế cho Mesut Özil ở phút 57. Những bàn thắng của Aubameyang đồng nghĩa với việc anh đã tham gia trực tiếp vào 12 bàn thắng sau 10 lần ra sân cho Arsenal trên sân Emirates.  Đến tháng 10 năm 2018, Aubameyang đã ghi được 16 bàn thắng ở Premier League kể từ khi gia nhập Arsenal vào tháng Hai. Theo thống kê của Opta, tỷ lệ số phút mỗi bàn thắng của anh là 104,6, lập kỷ lục về tỷ lệ số phút mỗi bàn thắng tốt nhất trong lịch sử Premier League (tối thiểu 10 bàn).
Aubameyang trở thành cầu thủ đầu tiên đạt 10 bàn thắng ở Premier League mùa đó, sau cú đúp trong chiến thắng 4–2 của Arsenal trước Tottenham Hotspur trong trận derby Bắc London vào ngày 2 tháng 12. Aubameyang ghi bàn mở tỷ số cho Pháo thủ từ chấm phạt đền và sau đó sút tung lưới Hugo Lloris trong hiệp hai; anh cũng có một pha kiến tạo cho bàn thắng thứ tư của Arsenal, đó là bàn thắng đầu tiên của Lucas Torreira cho câu lạc bộ. Chiến thắng đưa Arsenal xếp trên Tottenham ở Premier League về hiệu số bàn thắng bại.
Aubameyang ghi hat-trick đầu tiên cho Arsenal trong chiến thắng 4–2 của câu lạc bộ trước Valencia vào ngày 9 tháng 5 năm 2019. Aubameyang cũng lập bàn thắng thứ hai cho Pháo thủ, do công của Alexandre Lacazette. Cú hat-trick của Aubameyang đồng nghĩa với việc Arsenal lọt vào chung kết Europa League, trở thành trận chung kết châu Âu thứ hai của câu lạc bộ sau 13 năm. Nó cũng chứng kiến anh trở thành cầu thủ Arsenal đầu tiên lập hat-trick trong trận bán kết của một giải đấu châu Âu.
Aubameyang kết thúc mùa giải với hai bàn thắng trong chiến thắng 3-1 trên sân khách trước Burnley, đồng nghĩa với việc anh kết thúc mùa giải để chia sẻ danh hiệu Chiếc giày vàng Premier League với Mohamed Salah và Sadio Mané của Liverpool, với 22 bàn thắng. Anh chơi trọn vẹn 90 phút trong trận thua 4–1 của Arsenal trước Chelsea tại Europa League, không tạo được ảnh hưởng đáng kể nào khiến Arsenal mất suất dự Champions League.

#### 2019–2022: Vô địch tại FA Cup và ra đi

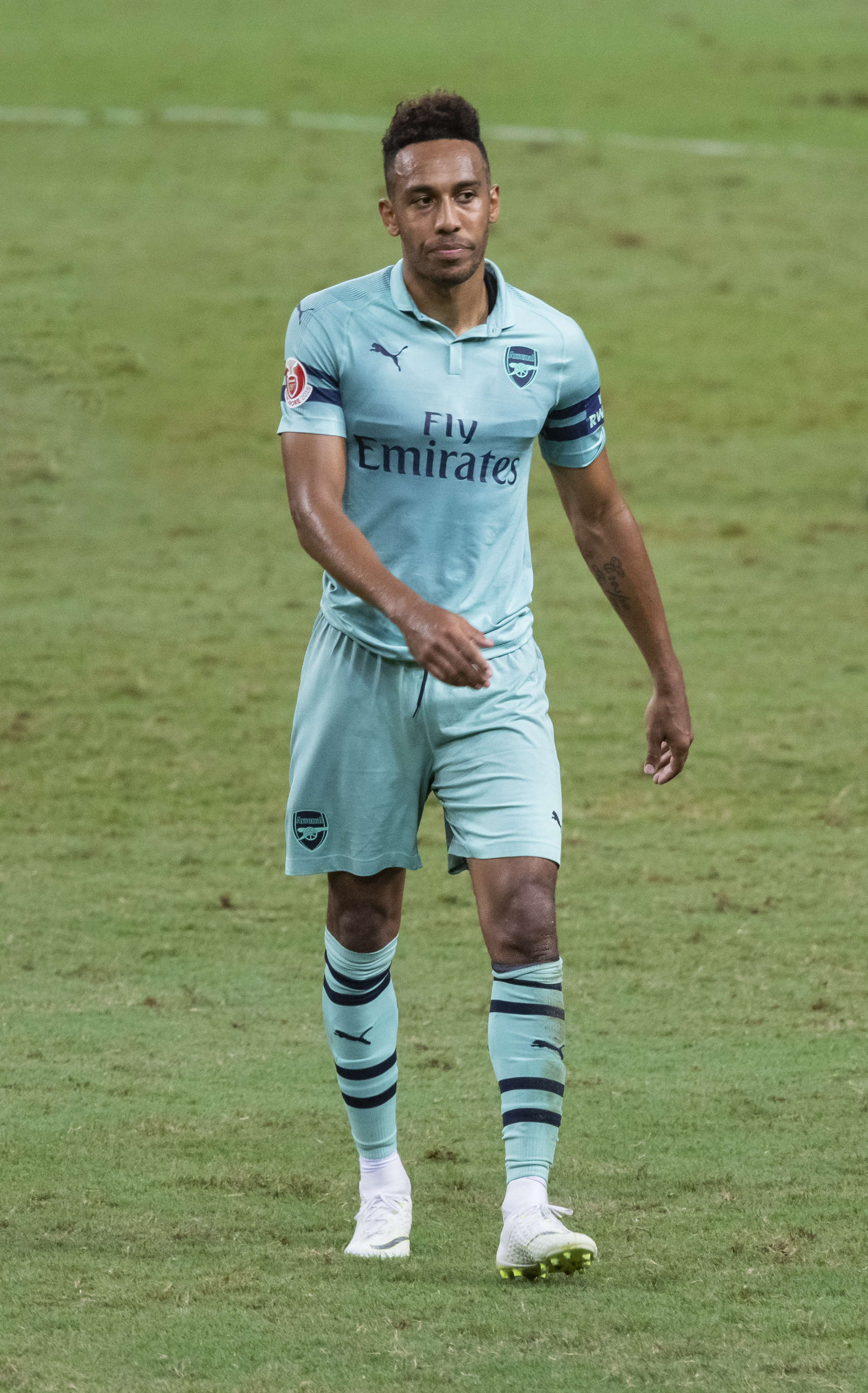
Aubameyang chơi cho Arsenal năm 2018.

Vào ngày 11 tháng 8 năm 2019, Aubameyang ghi bàn thắng đầu tiên của anh ấy và Arsenal trong mùa giải trong chiến thắng 1–0 trận mở màn trước Newcastle United tại St James 'Park, trong đó anh ấy thể hiện kỹ thuật hoàn hảo để đệm bóng từ Ainsley Maitland-Niles, để chọc khe bóng vượt qua Martin Dúbravka, và được José Mourinho ca ngợi pha lập công là "một khoảnh khắc của thiên tài". Aubameyang ghi bàn thắng đầu tiên trên sân nhà trong trận đấu tiếp theo của Arsenal, trong chiến thắng 2-1 trước Burnley vào ngày 17 tháng 8. Aubameyang đã ghi bàn thắng quyết định, sau đường kiến tạo của Dani Ceballos. Aubameyang ghi bàn thắng đầu tiên ở châu Âu trong mùa giải vào ngày 19 tháng 9 vào lưới Eintracht Frankfurt ở Europa League, khi Arsenal thắng 3–0 trên sân khách vào ngày 1.
Năm bàn thắng của Aubameyang trong tháng 9, bao gồm các bàn gỡ hòa vào lưới Tottenham và Manchester United và bàn thắng vào lưới Aston Villa, chứng kiến anh ấy được vinh danh là Cầu thủ xuất sắc nhất tháng của Premier League, đánh bại những cầu thủ như Trent Alexander-Arnold của Liverpool, Son Heung-min của Tottenham và bộ đôi Manchester City Kevin De Bruyne và Riyad Mahrez lên nhận giải.  Vào ngày 5 tháng 11 năm 2019, sau khi Granit Xhaka bị tước băng đội trưởng Arsenal sau phản ứng tức giận của anh ấy khi bị cổ động viên Arsenal la ó trong trận đấu với Crystal Palace ở Premier League , Huấn luyện viên trưởng Unai Emery xác nhận rằng Aubameyang sẽ tiếp quản vị trí đội trưởng mới của Arsenal.
Vào ngày 1 tháng 12, sau khi Emery bị sa thải, Aubameyang đã ghi cả hai bàn thắng trong trận hòa 2–2 cuối cùng của Arsenal với Norwich City trong trận đấu đầu tiên của huấn luyện viên trưởng tạm quyền Freddie Ljungberg . Bàn thắng đầu tiên của Aubameyang (một quả phạt đền) phải được thực hiện lại, sau khi VAR phát hiện ra có hành vi xâm phạm vòng cấm. Nỗ lực đầu tiên của Aubameyang đã bị thủ môn Tim Krul cản phá , tuy nhiên, nỗ lực thứ hai của anh ấy (cùng phía với nỗ lực trước đó), đã được chuyển thành công.
Aubameyang ghi bàn trong trận hòa 1-1 của Arsenal với Crystal Palace vào ngày 11 tháng 1 năm 2020, nhưng cũng bị đuổi khỏi sân sau một pha phạm lỗi với tiền vệ Max Meyer của Palace. Aubameyang ban đầu đã bị trọng tài Paul Tierney đưa ra thẻ vàng vì pha vào bóng , tuy nhiên thẻ này cuối cùng đã được nâng cấp thành thẻ đỏ, bởi VAR , dẫn đến thẻ đỏ đầu tiên của Aubameyang cho Pháo thủ và có nghĩa là tiền đạo này sẽ bỏ lỡ Arsenal. ba trận tiếp theo gặp Sheffield United , Chelsea và trận đấu giữa Arsenal tại FA Cup với Bournemouth.
Vào ngày 27 tháng 2, trong trận đấu lượt về Europa League giữa Arsenal với Olympiacos và với tỷ số chung cuộc là 1-1, bàn thắng từ cú đá cắt kéo của Aubameyang trong hiệp phụ đã giúp đội bóng của anh gỡ hòa trận đấu và dẫn trước. Tuy nhiên, sau bàn thắng ở phút 119 của Olympiacos đồng nghĩa với việc Arsenal sẽ vượt lên dẫn trước, Aubameyang đã bỏ lỡ một cú sút từ cự ly 5m trong những giây cuối cùng của trận đấu mà lẽ ra đội bóng của anh đã vượt qua được. Sau khi Arsenal bị loại, Aubameyang đã xin lỗi và than thở về việc bỏ lỡ của anh ấy, nói rằng, "Tôi cảm thấy rất, rất tồi tệ. Điều đó có thể xảy ra nhưng tôi không biết làm thế nào tôi lại bỏ lỡ cơ hội này. Tôi mệt mỏi, tôi bị chuột rút nhưng nó là không phải là một cái cớ."
Sau khi giải đấu trở lại sau đại dịch COVID-19, Aubameyang đã không ghi bàn hoặc kiến tạo trong ba trận đầu tiên ở Premier League sau khi bắt đầu lại cho Arsenal, nhưng cuối cùng đã ghi một cú đúp vào ngày 1 tháng 7 trước Norwich City với tỷ số 4– 0 tuyến. Bàn thắng đầu tiên của Aubameyang là bàn thắng thứ 50 của anh ấy ở giải đấu cho Arsenal, khiến anh ấy trở thành cầu thủ nhanh nhất đạt 50 bàn thắng cho câu lạc bộ trong kỷ nguyên Premier League, đạt được thành tích chỉ sau 79 lần ra sân, nhanh hơn bốn trận so với tay săn bàn mọi thời đại Thierry Henry, và cũng trở thành cầu thủ cán mốc 50 bàn nhanh thứ sáu tại Premier League, sau Andy Cole, Alan Shearer, Ruud van Nistelrooy, Fernando Torres và Mohamed Salah. Aubameyang cũng là người kiến tạo trong bàn thắng thứ hai của Pháo thủ, do công của Granit Xhaka. Anh kết thúc mùa giải với 22 bàn thắng tại giải đấu, kém Jamie Vardy, người đoạt Chiếc giày vàng, và xếp thứ hai cùng với Danny Ings.
Vào ngày 18 tháng 7, trong trận bán kết FA Cup với đương kim vô địch Manchester City, Aubameyang đã ghi cả hai bàn thắng trong chiến thắng 2–0 cho Arsenal, đưa họ vào chung kết. Vào ngày 1 tháng 8, anh chuyển đổi một quả phạt đền và ghi bàn thắng quyết định trong trận chung kết, khi Arsenal đánh bại Chelsea 2-1 và Aubameyang nâng cao chiếc cúp đầu tiên của mình với câu lạc bộ, trở thành người châu Phi đầu tiên giành được FA Cup với tư cách là đội trưởng.
Vào ngày 29 tháng 8 năm 2020, Aubameyang ghi một bàn thắng trong thời gian bình thường và là bàn thắng thứ năm và giành được quả phạt đền trong trận thắng luân lưu với Liverpool ở Community Shield, sau khi trận đấu kết thúc với tỷ số 1-1. Vào ngày 12 tháng 9, anh ghi bàn trong trận đấu đầu tiên của mùa giải mới, bàn thắng cuối cùng trong chiến thắng 3–0 trước Fulham. Vào ngày 15 tháng 9, Aubameyang ký hợp đồng mới có thời hạn 3 năm với Arsenal. Vào ngày 1 tháng 11, anh ghi một quả phạt đền trong chiến thắng 1-0 trên sân khách trước Manchester United, giúp Arsenal giành chiến thắng đầu tiên tại Premier League tại Old Trafford kể từ năm 2006.
Aubameyang đã ghi hai bàn cho Arsenal trong chiến thắng 3–0 trước Newcastle United vào ngày 18 tháng 1 năm 2021. Tuy nhiên, anh đã không chơi trong ba trận tiếp theo của câu lạc bộ để chăm sóc người mẹ ốm của mình. Vào ngày 14 tháng 2, Aubameyang ghi hat-trick đầu tiên ở Premier League trong chiến thắng 4–2 trước Leeds United. Con số này đã giúp anh ghi được 200 bàn thắng trong sự nghiệp ở 5 giải đấu hàng đầu châu Âu. Vào ngày 25 tháng 2, anh ghi hai bàn vào lưới Benfica trong chiến thắng 3–2 để đảm bảo một suất tham dự vòng 16 Europa League. Vào ngày 14 tháng 3, Aubameyang đã bị loại khỏi đội hình xuất phát trong trận Derby Bắc London với Tottenham, người quản lý viện lý do kỷ luật. Vào ngày 16 của mùa giải 2021–22, Aubameyang đã bị loại khỏi đội hình của Arsenal trong trận đấu với Southampton, và huấn luyện viên Mikel Arteta một lần nữa viện lý do kỷ luật. Ba ngày sau, Aubameyang bị tước băng đội trưởng.
Vào ngày 1 tháng 2 năm 2022, Arsenal thông báo về việc Aubameyang rời câu lạc bộ theo sự đồng ý của hai bên.

### Barcelona
Vào ngày 2 tháng 2 năm 2022, Barcelona đã đạt được thỏa thuận để Aubameyang gia nhập câu lạc bộ. Aubameyang ký hợp đồng có thời hạn đến ngày 30 tháng 6 năm 2025 với tùy chọn đồng ý ra đi vào ngày 30 tháng 6 năm 2023. Thỏa thuận cũng bao gồm điều khoản mua lại 100 triệu euro (83,4 triệu bảng). Aubameyang có trận ra mắt Barcelona vào ngày 6 tháng 2 năm 2022, vào sân thay người trong chiến thắng 4–2 trước Atlético Madrid. Vào ngày 20 tháng 2, anh ghi bàn thắng đầu tiên trong trận đấu thứ tư của mình cho Barcelona, ghi một hat-trick trong chiến thắng 4–1 trên sân khách tại Mestalla trước Valencia trong một màn trình diễn xuất sắc nhất của trận đấu. Vào ngày 20 tháng 3 năm 2022 Aubameyang ghi một cú đúp và kiến tạo cho Ferran Torres trong trận El Clásico đầu tiên giúp Barcelona giành chiến thắng 4–0 trên sân khách trước đội bóng dẫn đầu giải đấu.

### Chelsea
Vào ngày 2 tháng 9 năm 2022, Chelsea thông báo việc ký hợp đồng với Aubameyang để gia nhập câu lạc bộ với thời hạn hai năm. Barcelona xác nhận khoản phí là 12 triệu euro (10,3 triệu bảng). Aubameyang có trận ra mắt cho Chelsea vào ngày 6 tháng 9, sau khi có tên trong đội hình thua 1–0  trước Dinamo Zagreb ở Champions League. Vào ngày 1 tháng 10, anh có trận ra mắt giải đấu Premier League cho câu lạc bộ và ghi bàn thắng đầu tiên trong chiến thắng 2-1 trên sân khách trước Crystal Palace.
Ở vòng bảng Champions League, anh đã ghi hai bàn thắng trong hai trận đấu trước câu lạc bộ cũ AC Milan. Tuy nhiên, sau đó anh đã loại khỏi danh sách 25 cầu thủ dự Champions League cho vòng loại trực tiếp bởi huấn luyện viên Graham Potter.

### Marseille
Vào ngày 21 tháng 7 năm 2023, Aubameyang rời Chelsea và ký hợp đồng 3 năm với with Olympique de Marseille. Vào ngày 12 tháng 8, anh có trận ra mắt khi vào sân thay người ở phút 67 trong chiến thắng 2-1 trước Stade de Reims. Ba ngày sau, anh ghi một cú đúp vào lưới Panathinaikos ở vòng sơ loại thứ ba Champions League giúp đội của anh dẫn trước 2–0 ; tuy nhiên, Marseille đã để thủng lưới một quả phạt đền ở phút bù giờ, gỡ hòa 2–2, trước khi thua 3–5 trên chấm phạt đền và bị loại khỏi giải đấu.

## Sự nghiệp quốc tế

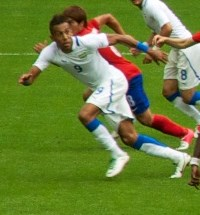
Aubameyang chơi cho Gabon năm 2012.

Aubameyang được mời sang chơi cho U-19 Ý sau một mùa giải hay với Dijon, nhưng anh đã ra mắt đội U-21 Pháp vào tháng 2 năm 2009 trong một trận giao hữu với U-21 Tunisia.
Aubameyang cũng đủ điều kiện để chơi cho Tây Ban Nha vì anh ấy có quốc tịch Tây Ban Nha. Anh ấy quyết định đại diện cho Gabon vì cha anh ấy từng là đội trưởng của đội bóng, nhưng anh ấy vẫn duy trì mối quan hệ thân thiết với Tây Ban Nha và bày tỏ mong muốn chơi ở La Liga trước khi ký hợp đồng với FC Barcelona.
Vào ngày 25 tháng 3 năm 2009, Aubameyang được chọn vào đội tuyển bóng đá quốc gia Gabon và có trận ra mắt đội tuyển này. Anh ghi bàn đầu tiên trong chiến thắng 2-1 trước Morocco, sau đó ghi bàn mỗi người trong các trận giao hữu với Bénin, Togo, Algérie và Sénégal.
Aubameyang là thành viên chủ chốt của đội tuyển quốc gia Gabon đã lọt vào tứ kết Cúp bóng đá châu Phi 2012 với tư cách đồng chủ nhà của giải đấu. Anh ấy đã ghi tổng cộng ba bàn thắng, kết thúc giải đấu với tư cách là một trong những cầu thủ ghi bàn hàng đầu. Vào ngày 5 tháng 2 năm 2012, anh ấy đã ghi bàn mở tỷ số cho đội của mình và sút trúng cột dọc trong trận tứ kết với Mali. Tuy nhiên, trận đấu kết thúc với tỷ số 1-1 sau hiệp phụ và Aubameyang đã cản phá được quả phạt đền trong loạt luân lưu để quyết định trận đấu.
Vào tháng 7 năm 2012, Aubameyang đại diện cho Gabon tại Thế vận hội Mùa hè 2012 ở London. Anh ấy đã ghi bàn trong trận mở màn của đội với Thụy Sĩ, đó là bàn thắng đầu tiên của Gabon tại Olympic, và cũng sẽ là bàn thắng duy nhất của Gabon trong giải đấu. Họ đã bị loại ở vòng bảng.
Vào ngày 15 tháng 6 năm 2013, Aubameyang đã ghi một hat-trick từ quả phạt đền trong chiến thắng 4–1 tại vòng loại FIFA World Cup 2014 của Gabon trước Niger. Sau đó, anh lập một cú đúp vào lưới Burkina Faso ở vòng loại Cúp bóng đá châu Phi 2015.
Aubameyang là đội trưởng của Gabon tại Cúp bóng đá châu Phi 2015, ghi bàn thắng mở màn của giải đấu trong chiến thắng 2–0 trước Burkina Faso vào ngày 17 tháng 1 năm 2015.  Anh ấy cũng ghi một cú đúp vào lưới Mali vào ngày 25 tháng 3 năm 2015. Anh ấy là Cầu thủ ghi nhiều bàn thắng nhất của Gabon. Anh từ chối triệu tập tham dự vòng loại World Cup quan trọng trên sân nhà trước Bờ Biển Ngà, đội đã thua 3–0.
Vào ngày 25 tháng 3 năm 2021, Aubameyang với tư cách đội trưởng Gabon giành chiến thắng 3–0 trên sân nhà trước CHDC Congo, ghi bàn thắng thứ ba để đảm bảo suất tham dự Cúp bóng đá châu Phi được tổ chức tại Cameroon. Trong thời gian đó, anh mắc bệnh sốt rét, bị sốt và phải nhập viện.
Vào ngày 6 tháng 1 năm 2022, Aubameyang có kết quả xét nghiệm dương tính với COVID-19 trước trận đấu đầu tiên của Gabon tại Cúp bóng đá châu Phi. Aubameyang rút lui khỏi giải đấu vài ngày sau đó để kiểm tra y tế thêm ở Anh sau khi được chẩn đoán bị tổn thương tim.
Ngày 19/5/2022, Aubameyang tuyên bố giã từ đội tuyển quốc gia Gabon để tập trung cho Barcelona FC. Tuy nhiên, một năm sau, anh tuyên bố đã thay đổi quyết định và sẽ trở lại thi đấu cho đội tuyển quốc gia Gabon. Anh cho biết quyết định của anh đã được thúc đẩy bởi một cuộc họp với Tổng thống Ali Bongo Ondimba.

## Đời tư
Aubameyang sinh ra ở Laval, Pháp. Anh là con trai của cựu cầu thủ bóng đá quốc tế người Gabonese Pierre Aubameyang và là em trai cùng cha khác mẹ của Catilina và Willy, cả hai đều chơi cho các đội trẻ của Milan. Mẹ anh là người Tây Ban Nha. Anh kết hôn với Alysha Behague, cặp đôi có hai con trai, Curtys và Pierre.
Anh ấy thông thạo nhiều thứ tiếng và nói được tiếng Pháp, tiếng Anh, tiếng Tây Ban Nha, tiếng Ý và tiếng Đức.

## Thống kê sự nghiệp

### Câu lạc bộ
Tính đến 30 tháng 8 năm 2023
| Câu lạc bộ          | Mùa giải            | Giải vô địch        | Giải vô địch | Giải vô địch | Cúp quốc gia | Cúp quốc gia | Cúp liên đoàn | Cúp liên đoàn | Châu lục | Châu lục | Khác | Khác | Tổng cộng | Tổng cộng |
| Câu lạc bộ          | Mùa giải            | Hạng đấu            | Trận         | Bàn          | Trận         | Bàn          | Trận          | Bàn           | Trận     | Bàn      | Trận | Bàn  | Trận      | Bàn       |
| ------------------- | ------------------- | ------------------- | ------------ | ------------ | ------------ | ------------ | ------------- | ------------- | -------- | -------- | ---- | ---- | --------- | --------- |
| AC Milan            | 2007–08             | Serie A             | 0            | 0            | 0            | 0            | —             | —             | 0        | 0        | 0    | 0    | 0         | 0         |
| Dijon (mượn)        | 2008–09             | Ligue 2             | 34           | 8            | 5            | 2            | 1             | 0             | —        | —        | —    | —    | 39        | 10        |
| Lille (mượn)        | 2009–10             | Ligue 1             | 14           | 2            | 0            | 0            | 1             | 0             | 9        | 0        | —    | —    | 24        | 2         |
| Monaco (mượn)       | 2010–11             | Ligue 1             | 19           | 2            | 1            | 0            | 3             | 0             | —        | —        | —    | —    | 23        | 2         |
| Saint-Étienne       | 2010–11             | Ligue 1             | 14           | 2            | —            | —            | —             | —             | —        | —        | —    | —    | 14        | 2         |
| Saint-Étienne       | 2011–12             | Ligue 1             | 36           | 16           | 0            | 0            | 2             | 2             | —        | —        | —    | —    | 38        | 18        |
| Saint-Étienne       | 2012–13             | Ligue 1             | 37           | 19           | 4            | 2            | 4             | 0             | —        | —        | —    | —    | 45        | 21        |
| Saint-Étienne       | Tổng cộng           | Tổng cộng           | 87           | 37           | 4            | 2            | 6             | 2             | —        | —        | —    | —    | 97        | 41        |
| Borussia Dortmund   | 2013–14             | Bundesliga          | 32           | 13           | 6            | 2            | —             | —             | 9        | 1        | 1    | 0    | 48        | 16        |
| Borussia Dortmund   | 2014–15             | Bundesliga          | 33           | 16           | 4            | 5            | —             | —             | 8        | 3        | 1    | 1    | 46        | 25        |
| Borussia Dortmund   | 2015–16             | Bundesliga          | 31           | 25           | 4            | 3            | —             | —             | 14       | 11       | —    | —    | 49        | 39        |
| Borussia Dortmund   | 2016–17             | Bundesliga          | 32           | 31           | 4            | 2            | —             | —             | 9        | 7        | 1    | 0    | 46        | 40        |
| Borussia Dortmund   | 2017–18             | Bundesliga          | 16           | 13           | 1            | 3            | —             | —             | 6        | 4        | 1    | 1    | 24        | 21        |
| Borussia Dortmund   | Tổng cộng           | Tổng cộng           | 144          | 98           | 19           | 15           | —             | —             | 46       | 26       | 4    | 2    | 213       | 141       |
| Arsenal             | 2017–18             | Premier League      | 13           | 10           | —            | —            | 1             | 0             | —        | —        | —    | —    | 14        | 10        |
| Arsenal             | 2018–19             | Premier League      | 36           | 22           | 1            | 1            | 2             | 0             | 12       | 8        | —    | —    | 51        | 31        |
| Arsenal             | 2019–20             | Premier League      | 36           | 22           | 2            | 4            | 0             | 0             | 6        | 3        | —    | —    | 44        | 29        |
| Arsenal             | 2020–21             | Premier League      | 29           | 10           | 1            | 1            | 0             | 0             | 8        | 3        | 1    | 1    | 39        | 15        |
| Arsenal             | 2021–22             | Premier League      | 14           | 4            | 0            | 0            | 1             | 3             | —        | —        | —    | —    | 15        | 7         |
| Arsenal             | Tổng cộng           | Tổng cộng           | 128          | 68           | 4            | 6            | 4             | 3             | 26       | 14       | 1    | 1    | 163       | 92        |
| Barcelona           | 2021–22             | La Liga             | 17           | 11           | —            | —            | —             | —             | 6        | 2        | —    | —    | 23        | 13        |
| Barcelona           | 2022–23             | La Liga             | 1            | 0            | —            | —            | —             | —             | —        | —        | —    | —    | 1         | 0         |
| Barcelona           | Tổng cộng           | Tổng cộng           | 18           | 11           | —            | —            | —             | —             | 6        | 2        | —    | —    | 24        | 13        |
| Chelsea             | 2022–23             | Premier League      | 15           | 1            | 0            | 0            | 0             | 0             | 6        | 2        | —    | —    | 21        | 3         |
| Marseille           | 2023–24             | Ligue 1             | 3            | 0            | 0            | 0            | 0             | 0             | 2        | 2        | —    | —    | 5         | 2         |
| Tổng cộng sự nghiệp | Tổng cộng sự nghiệp | Tổng cộng sự nghiệp | 464          | 227          | 32           | 25           | 15            | 5             | 95       | 46       | 5    | 3    | 611       | 306       |

### Quốc tế
Tính đến 19 tháng 6 năm 2023.
| Đội tuyển quốc gia | Năm       | Trận | Bàn |
| ------------------ | --------- | ---- | --- |
| Gabon              | 2009      | 7    | 2   |
| Gabon              | 2010      | 10   | 3   |
| Gabon              | 2011      | 5    | 0   |
| Gabon              | 2012      | 8    | 4   |
| Gabon              | 2013      | 4    | 3   |
| Gabon              | 2014      | 4    | 2   |
| Gabon              | 2015      | 10   | 5   |
| Gabon              | 2016      | 4    | 2   |
| Gabon              | 2017      | 4    | 2   |
| Gabon              | 2018      | 2    | 1   |
| Gabon              | 2019      | 5    | 1   |
| Gabon              | 2020      | 2    | 1   |
| Gabon              | 2021      | 6    | 3   |
| Gabon              | 2022      | 1    | 1   |
| Gabon              | 2023      | 1    | 0   |
| Tổng cộng          | Tổng cộng | 73   | 30  |

### Bàn thắng quốc tế
| #   | Ngày                 | Địa điểm                                                            | Đối thủ      | Bàn thắng | Kết quả | Giải đấu                 |
| --- | -------------------- | ------------------------------------------------------------------- | ------------ | --------- | ------- | ------------------------ |
| 1.  | 28 tháng 3 năm 2009  | Sân vận động Mohamed V, Casablanca, Maroc                           | Maroc        | 1–0       | 2–1     | Vòng loại World Cup 2010 |
| 2.  | 11 tháng 8 năm 2009  | Sân vận động Hữu nghị, Cotonou, Bénin                               | Bénin        | 1–0       | 1–1     | Giao hữu                 |
| 3.  | 19 tháng 5 năm 2010  | Sân vận động François Coty, Ajaccio, Pháp                           | Togo         | 2–0       | 3–0     | Giao hữu                 |
| 4.  | 11 tháng 8 năm 2010  | Sân vận động 5 tháng 7 năm 1962, Algiers, Algérie                   | Algérie      | 2–0       | 2–1     | Giao hữu                 |
| 5.  | 17 tháng 11 năm 2010 | Sân vận động Michel Hidalgo, Sannois, Pháp                          | Sénégal      | 1–2       | 1–2     | Giao hữu                 |
| 6.  | 23 tháng 1 năm 2012  | Sân vận động Angondjé, Libreville, Gabon                            | Niger        | 1–0       | 2–0     | Vòng loại CAN 2012       |
| 7.  | 27 tháng 1 năm 2012  | Sân vận động Angondjé, Libreville, Gabon                            | Maroc        | 1–1       | 3–2     | Vòng loại CAN 2012       |
| 8.  | 31 tháng 1 năm 2012  | Sân vận động Franceville, Franceville, Gabon                        | Tunisia      | 1–0       | 1–0     | Vòng loại CAN 2012       |
| 9.  | 14 tháng 10 năm 2012 | Sân vận động Angondjé, Libreville, Gabon                            | Togo         | 1–0       | 1–2     | Vòng loại CAN 2013       |
| 10. | 15 tháng 6 năm 2013  | Sân vận động Franceville, Franceville, Gabon                        | Niger        | 1–1       | 4–1     | Vòng loại World Cup 2014 |
| 11. | 15 tháng 6 năm 2013  | Sân vận động Franceville, Franceville, Gabon                        | Niger        | 2–1       | 4–1     | Vòng loại World Cup 2014 |
| 12. | 15 tháng 6 năm 2013  | Sân vận động Franceville, Franceville, Gabon                        | Niger        | 4–1       | 4–1     | Vòng loại World Cup 2014 |
| 13. | 11 tháng 10 năm 2014 | Sân vận động Angondjé, Libreville, Gabon                            | Burkina Faso | 1–0       | 2–0     | Vòng loại CAN 2015       |
| 14. | 11 tháng 10 năm 2014 | Sân vận động Angondjé, Libreville, Gabon                            | Burkina Faso | 2–0       | 2–0     | Vòng loại CAN 2015       |
| 15. | 17 tháng 1 năm 2015  | Sân vận động Bata, Bata, Guinea Xích Đạo                            | Burkina Faso | 1–0       | 2–0     | Vòng loại CAN 2015       |
| 16. | 25 tháng 3 năm 2015  | Sân vận động Pierre Brisson, Beauvais, Pháp                         | Mali         | 2–2       | 4–3     | Giao hữu                 |
| 17. | 25 tháng 3 năm 2015  | Sân vận động Pierre Brisson, Beauvais, Pháp                         | Mali         | 3–2       | 4–3     | Giao hữu                 |
| 18. | 5 tháng 9 năm 2015   | Sân vận động Angondjé, Libreville, Gabon                            | Sudan        | 4–0       | 4–0     | Giao hữu                 |
| 19. | 9 tháng 10 năm 2015  | Sân vận động Olympique de Radès, Tunis, Tunisia                     | Tunisia      | 1–1       | 3–3     | Giao hữu                 |
| 20. | 25 tháng 3 năm 2016  | Sân vận động Franceville, Franceville, Gabon                        | Sierra Leone | 1–0       | 2–1     | Giao hữu                 |
| 21. | 2 tháng 9 năm 2016   | Sân vận động Khartoum, Khartoum, Sudan                              | Sudan        | 1–1       | 2–1     | Giao hữu                 |
| 22. | 14 tháng 1 năm 2017  | Sân vận động Hữu nghị, Libreville, Gabon                            | Guiné-Bissau | 1–0       | 1–1     | CAN 2017                 |
| 23. | 18 tháng 1 năm 2017  | Sân vận động Hữu nghị, Libreville, Gabon                            | Burkina Faso | 1–1       | 1–1     | CAN 2017                 |
| 24. | 8 tháng 9 năm 2018   | Sân vận động Angondjé, Libreville, Gabon                            | Burundi      | 1–1       | 1–1     | Vòng loại CAN 2019       |
| 25. | 10 tháng 10 năm 2019 | Sân vận động Thành phố Saint-Leu-la-Forêt, Saint-Leu-la-Forêt, Pháp | Burkina Faso | 0–1       | 0–1     | Giao hữu                 |
| 26. | 12 tháng 10 năm 2020 | Sân vận động Franceville, Franceville, Gabon                        | Gambia       | 2–0       | 2–1     | Vòng loại CAN 2021       |
| 27. | 25 tháng 3 năm 2021  | Sân vận động Franceville, Franceville, Gabon                        | CHDC Congo   | 3–0       | 3–0     | Vòng loại CAN 2021       |
| 28. | 11 tháng 10 năm 2021 | Sân vận động Franceville, Franceville, Gabon                        | Angola       | 1–0       | 2–0     | Vòng loại World Cup 2022 |
| 29. | 12 tháng 11 năm 2021 | Sân vận động Franceville, Franceville, Gabon                        | Libya        | 1–0       | 1–0     | Vòng loại World Cup 2022 |
| 30  | 4 tháng 1 năm 2022   | Sân vận động The Sevens, Dubai, UAE                                 | Mauritanie   | 1–0       | 1–1     | Giao hữu                 |

## Danh hiệu

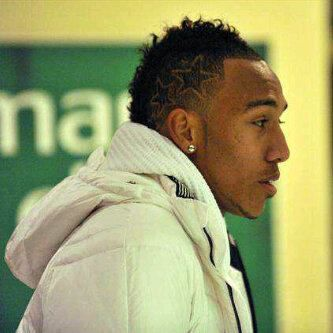
Aubameyang năm 2011.

### Câu lạc bộ

#### Saint-Etienne
- Coupe de la Ligue: 2012–13

#### Borussia Dortmund
- DFB Pokal: 2016–17
- DFL-Supercup: 2013, 2014

#### Arsenal
- FA Cup: 2019–20
- FA Community Shield: 2020
- Cúp EFL: á quân 2017-18
- UEFA Europa League: á quân 2018-19

#### Barcelona
- La Liga: 2022–23

### Cá nhân
- Ligue 1 Best African Player: 2012–13[38]
- UNFP Ligue 1 Team of the Year: 2012–13[39]
- UNFP Ligue 1 Player of the Month: February 2012, October 2012, February 2013[40]
- CAF Team of the Year: 2013,[41] 2014,[42] 2015,[43] 2016, 2018,[44] 2019[45]
- Prix Marc-Vivien Foé: 2013[46]
- Đội hình của của giải UEFA Europa League: 2015–16,[47] 2018–19[48]
- Cầu thủ của mùa giải Borussia Dortmund: 2014–15[cần dẫn nguồn]
- Đội hình của mùa giải Bundesliga: 2016–17[49]
- Cầu thủ xuất sắc nhất châu Phi: 2015[50]
- Bundesliga Player of the Year: 2015–16[51]
- Facebook FA Bundesliga Player of the Year: 2016[cần dẫn nguồn]
- Vua phá lưới Bundesliga: 2016–17[52]
- Premier League Player of the Month: October 2018, September 2019[53]
- Premier League Golden Boot: 2018–19[53]
- Cầu thủ xuất sắc nhất mùa giải Arsenal: 2019-20[54]
- PFA Team of the Year: Premier League 2019–20[55]
- IFFHS CAF Men Team of The Year: 2020[56]
- IFFHS CAF Men's Team of the Decade 2011–2020[57]

### Tước hiệu
- Commander of the National Order of Merit of Gabon: 2016